# Upper Barton Creek
Upper Barton Creek es un asentamiento menonita en el distrito de Cayo en Belice en el área de Barton Creek. Los menonitas en Upper Barton Creek son menonitas étnicos, de origen y asecendencia alemana, del grupo Noah Hoover, originarios del centro de Pensilvania.

## Historia y características
El asentamiento fue una solución única de reformadores de diferentes orígenes anabaptistas, que querían crear una comunidad menonita libre de las tendencias modernistas y en inconformidad con el mundo para poder vivir una vida cristiana simple. Fue establecido en 1969 por hablantes de Plautdietsch en su mayoría de Spanish Lookout y más tarde también de Shipyard en familias de alemán de Pensilvania de la Antigua Orden Menonita, como así también de amish, provenientes de Estados Unidos y que originalmente se asentaron en Pilgrimage Valley.
Siguiendo sus creencias los menonitas del Upper Barton Creek no poseen ningún equipo con motores, incluyendo vehículos, ni tampoco utilizan la electricidad. Un aserradero es impulsado por caballos. Hay granjas con caballos que producen verduras, frutas, ganado, miel, árboles frutales, etc. Ellos practican la disciplina eclesiástica estricta. Tanto los hombres como las mujeres visten indumentaria llana similar a la orden de los viejos menonitas y los amish, con hombres llevando barba. No hay educación por encima de la escuela primaria.
Las colonias originarias desde Upper Barton Creek son Springfield y Pine Hill. En 1980 la población total era de 60, en 1988 la población total era de 157 incluyendo 45 miembros de la iglesia y 2 ministros. En el año 2010 tenía una población de 380 habitantes, con un tamaño del hogar promedio de siete personas, lo que refleja la cultura menonita conservadora orientada a la familia.